# John Frederick Boyce Combe
John Frederick Boyce Combe (1º agosto 1895 – 12 luglio 1967) è stato un generale britannico, decorato con l'Ordine del Bagno e (due volte) con il Distinguished Service Order.
Ufficiale di cavalleria dell'esercito britannico, fu attivo prima e durante la seconda guerra mondiale. Era figlio del capitano Christian Combe e di lady Jane Seymour Conyngham, figlia del terzo marchese di Conyngham, George Henry Conyngham, nobile d'Irlanda.
Nel 1914, Combe si unì, da ufficiale, al Battaglione B dell'11º Reggimento Ussari (del Principe Alberto).

## Seconda guerra mondiale
Col grado di tenente colonnello, Combe fu nominato comandante dell'11º Reggimento Ussari nelle fasi iniziali della campagna del Nord Africa durante la Seconda guerra mondiale. Aveva assunto il comando del reggimento prima della guerra, occupandosi delle ultime fasi di addestramento per il combattimento nel deserto. Sotto il suo comando, l'11º Reggimento Ussari prese parte alle prime incursioni britanniche in Libia e costituì la retroguardia della “Western Desert Force” durante l'invasione italiana dell'Egitto, nell'ambito della 7ª Divisione Corazzata.

### La “Combe Force”
Combe ebbe un ruolo di assoluto rilievo nella sconfitta della 10ª Armata nel corso della Operazione Compass. Al comando di un reparto speciale conosciuto come “Combe Force”, agiva in un'area compresa tra le retrovie dell'11° Ussari e gli altri reggimenti corazzati e batterie della Royal Horse Artillery.
Nel febbraio del 1941, Combe e la “Combe Force” tagliarono la ritirata agli italiani a Beda Fomm. Incapace di sfondare la sua linea difensiva, il grosso della 10ª Armata gli si arrese.
Il 3 aprile 1941, come riconoscimento, Combe fu promosso al grado (temporaneo) di brigadier generale, lasciando al comando dell'11° Ussari il tenente colonnello W.I. Leetham e diventando aiutante di campo del tenente generale Sir Philip Neame, nuovo comandante della “Western Desert Force” e Governatore della Cirenaica, successore del generale O' Connor. Il 5 febbraio gli era stato conferito per la seconda volta il Distinguished Service Order (equivalente alla medaglia d'argento al valor militare)

### Prigioniero di guerra e partigiano in Romagna
Il 7 aprile 1941, Combe fu catturato dai tedeschi (come anche i generali Neame e ‘O Connor) e condotto in un campo di prigionia in Toscana
Nel marzo del 1943, Combe riuscì a scappare dal Castello di Vincigliata, ma fu ricatturato nei pressi di Como per essere infine liberato, dopo il 25 luglio 1943.

Raggiunto con altri compagni di prigionia l'Appennino forlivese (Camaldoli), dopo un primo periodo trascorso sugli Appennini sotto la protezione della popolazione e del partigianato locale, da novembre del 1944 prese contatto con il comandante partigiano Libero Riccardi, al cui fianco – assieme al brigadier generale Todhunter - combatté come partigiano col nome di battaglia di Giovanni.

Alla fine di marzo del 1944, concordati con Libero dei lanci di armi e materiali per aiutare la Brigata Garibaldi Romagnola, scortato dal commissario politico della Brigata Garibaldi Romagnola, Mitro, lasciò la Brigata partigiana per superare le linee e ricongiungersi con l'Esercito britannico per essere poi rimpatriato il 14 maggio 1944.

### Con l'8ª Armata
Re-inviato in Italia, e promosso al grado permanente di colonnello si unì all'8ª Armata britannica comandando, sempre col grado temporaneo di Brigadier Generale, la 2ª Brigata Corazzata dal 22 settembre 1944 al 31 agosto del 1945, meritandosi una menzione nei dispacci. Nel novembre del 1944 ebbe occasione di presiedere alla cerimonia di consegna delle armi da parte dei partigiani della 8ª Brigata Garibaldi Romagna comandati -dopo la "scomparsa" di Libero, da Pietro Mauri.

## Dopoguerra
Assunto, per un breve periodo dopo la fine delle ostilità, il grado temporaneo di maggior generale, come comandante della 78ª Divisione di Fanteria e, successivamente, della 46ª Divisione di Fanteria di stanza in Austria, fu promosso definitivamente Maggior generale nell'ottobre del 1946 e assunse il prestigioso ruolo onorario di colonnello del reggimento dell'11° Ussari, e tale rimase per i successivi 12 anni, anche se si ritirò dall'Esercito nell'ottobre del 1947. Nel giugno del 1947 fu decorato con l'Ordine del Bagno. Il 21 luglio 1947 si sposò con Helen Violet St. Maur, figlia del "Major Lord” Percy St. Maur e della “Hon.” Violet White. E nel settembre del 1948 gli venne conferita, dagli Stati Uniti d'America, la Legion of Merit, col grado di Officer.
Come Colonnello del Reggimento sfilò nel corteo funebre al funerale di Re Giorgio VI nel 1952.
Morì il 12 luglio 1967.

## Ascendenza
|                                             |                                             |                                          | Genitori                                    |  |  | Nonni |  |  | Bisnonni                |  |  | Trisnonni              |  |
|                                             |                                             |                                          |                                             |  |  |       |  |  | Charles James Fox Combe |  |  | Harvey Christian Combe |  |
|                                             |                                             |                                          |                                             |  |  |       |  |  | Charles James Fox Combe |  |  | Harvey Christian Combe |  |
|                                             |                                             | Alice Christian Tree                     |                                             |  |  |       |  |  | Charles James Fox Combe |  |  |                        |  |
| Richard Henry Combe                         |                                             |                                          |                                             |  |  |       |  |  | Charles James Fox Combe |  |  |                        |  |
|                                             |                                             | Henrietta Anna Church                    | John Church                                 |  |  |       |  |  |                         |  |  |                        |  |
|                                             |                                             | Henrietta Anna Church                    | John Church                                 |  |  |       |  |  |                         |  |  |                        |  |
|                                             |                                             | Henrietta Anna Church                    | …                                           |  |  |       |  |  |                         |  |  |                        |  |
| Christian Combe                             |                                             | Henrietta Anna Church                    |                                             |  |  |       |  |  |                         |  |  |                        |  |
|                                             |                                             | John Hardwick Hollway                    | John Palmer Hollway                         |  |  |       |  |  |                         |  |  |                        |  |
|                                             |                                             | John Hardwick Hollway                    | John Palmer Hollway                         |  |  |       |  |  |                         |  |  |                        |  |
|                                             |                                             | John Hardwick Hollway                    | Esther N.                                   |  |  |       |  |  |                         |  |  |                        |  |
| Esther Fanny Hollway                        |                                             | John Hardwick Hollway                    |                                             |  |  |       |  |  |                         |  |  |                        |  |
|                                             |                                             | Barbara Kilgour                          | …                                           |  |  |       |  |  |                         |  |  |                        |  |
|                                             |                                             | Barbara Kilgour                          | …                                           |  |  |       |  |  |                         |  |  |                        |  |
|                                             |                                             | Barbara Kilgour                          | …                                           |  |  |       |  |  |                         |  |  |                        |  |
| John Frederick Boyce Combe                  |                                             | Barbara Kilgour                          |                                             |  |  |       |  |  |                         |  |  |                        |  |
|                                             | Francis Conyngham, II marchese di Conyngham | Henry Conyngham, I marchese di Conyngham |                                             |  |  |       |  |  |                         |  |  |                        |  |
|                                             | Francis Conyngham, II marchese di Conyngham | Henry Conyngham, I marchese di Conyngham |                                             |  |  |       |  |  |                         |  |  |                        |  |
|                                             | Francis Conyngham, II marchese di Conyngham | Elizabeth Denison                        |                                             |  |  |       |  |  |                         |  |  |                        |  |
| George Conyngham, III marchese di Conyngham | Francis Conyngham, II marchese di Conyngham |                                          |                                             |  |  |       |  |  |                         |  |  |                        |  |
|                                             |                                             | Jane Paget                               | Henry William Paget, I marchese di Anglesey |  |  |       |  |  |                         |  |  |                        |  |
|                                             |                                             | Jane Paget                               | Henry William Paget, I marchese di Anglesey |  |  |       |  |  |                         |  |  |                        |  |
|                                             |                                             | Jane Paget                               | Caroline Villiers                           |  |  |       |  |  |                         |  |  |                        |  |
| Jane Conyngham                              |                                             | Jane Paget                               |                                             |  |  |       |  |  |                         |  |  |                        |  |
|                                             |                                             | Charles Stanhope, IV conte di Harrington | Charles Stanhope, III conte di Harrington   |  |  |       |  |  |                         |  |  |                        |  |
|                                             |                                             | Charles Stanhope, IV conte di Harrington | Charles Stanhope, III conte di Harrington   |  |  |       |  |  |                         |  |  |                        |  |
|                                             |                                             | Charles Stanhope, IV conte di Harrington | Jane Fleming                                |  |  |       |  |  |                         |  |  |                        |  |
| Jane Stanhope                               |                                             | Charles Stanhope, IV conte di Harrington |                                             |  |  |       |  |  |                         |  |  |                        |  |
|                                             |                                             | Maria Foote                              | Samuel Foote                                |  |  |       |  |  |                         |  |  |                        |  |
|                                             |                                             | Maria Foote                              | Samuel Foote                                |  |  |       |  |  |                         |  |  |                        |  |
|                                             |                                             | Maria Foote                              | N. Hart                                     |  |  |       |  |  |                         |  |  |                        |  |
|                                             |                                             | Maria Foote                              |                                             |  |  |       |  |  |                         |  |  |                        |  |